# Big Top Academy
Big Top Academy es una serie de televisión dirigida por Discovery Kids y el Cirque du Soleil, de la que Cris Morena es productora ejecutiva y compositora de la banda de sonido. La serie está ambientada en un internado para chicos que sueñan con convertirse en artistas profesionales de circo. El programa cuenta la historia de un grupo de ocho extraordinarios jóvenes que provienen de distintos lugares y cuentan con distintas habilidades.

## Reparto
- Nicholas Zolta, interpretado por Drew Davis.
- Maxwell Rayne, interpretado por Cameron Andres.
- Ella Piccolo, interpretada por Ava Ro.
- Chase, interpretado por Liam Patenaude.
- April May Cartier, interpretada por Madison Brydges.
- Phoenix Murphy, interpretada por Ellowyn Stanton.
- Celeste Piccolo, interpretada por Riley O'Donnell.
- Axel, interpretado por Samson Boldizar.
- Sra. Martel, interpretada por Krin Haglund.
- Sir. Rayne, interpretado por Marc Trottier.
- Miss G, interpretada por Michelle Argyris.
- Rosa, interpretada por Ana Elizaga Tecuapetla.
- Nicky Zolta, interpretado por Carson MacCormac.
- Erica Williams, interpretada por Jaeda LeBlanc.
- Gran Malabar, interpretado por Michael Barbuto.
- Lane Schmetzky, interpretada por Anana Rydvald.
- Lucy Zolta, interpretada por Tenika Davis.
- Padre de Axel, interpretado por Eugene Brotto.
- Mme Q, interpretada por Kate Hewlett.
- El Chef, interpretado por Didier Lucien.
- Rebecca Sherman, interpretada por Berkley Silverman.
- Bethany de la Fressange, interpretada por Jelani Nanayakkara.
- Jacques Laroque, interpretado por Zachary Amzallag.[3]